# Tsimihety
De Tsimihety zijn een semi-nomadische etnische groep in Madagaskar.

## Identificatie en verspreiding

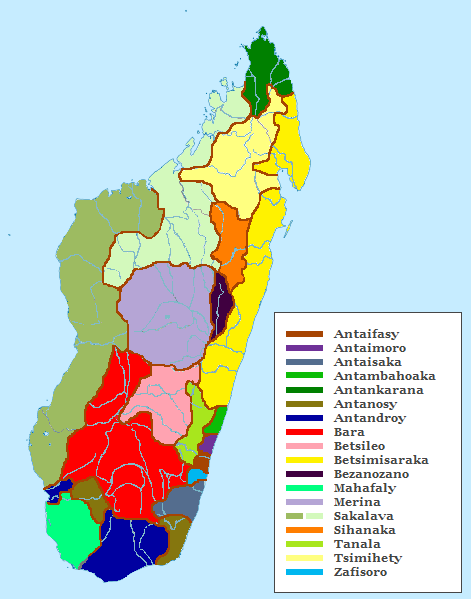
verspreiding van de etnische groepen van Madagaskar

De term Tsimihety slaat op het volk dat de hooglanden in het noorden van Madagaskar bezet, maar de Tsimihety hebben geen politieke of ideologische identiteit. De naam tsimihety betekent 'zij die hun haar niet knippen', een teken dat de Tsimihety geen heerser erkennen. Het gebied van de Tsimihety wordt in het westen begrensd door die van de Sakalava en in het oosten die van de Betsimisaraka, twee volkeren die in vroeger tijden veel macht hadden in Madagaskar. Voorbij de noordgrens van de Tsimihety leven de Antankarana en aan de zuidzijde leven de Sihanaka. Daar veel Tsimihety een nomadisch bestaan hebben, is het niet mogelijk om exacte grenzen te bepalen.

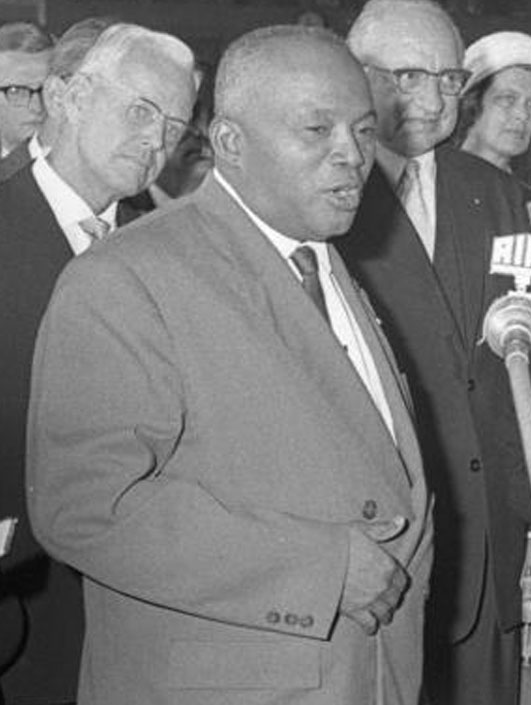
Philibert Tsiranana, een Tsimihety, werd de eerste president van Madagaskar.

## Geschiedenis
De voorouders van de Tsimihety waren onder andere Betsimisaraka die aan het begin van de 19e eeuw vluchtten voor de opmars van de Merina. In 1823 werd het grondgebied van de Tsimihety alsnog ingenomen door de Merina-koning Radama I. Nadat de Merina met moeite allerlei opstanden van de Tsimihety konden onderdrukken, namen de Fransen de heerschappij van Madagaskar over. De Fransen konden de opstanden van de Tsimihety echter nooit helemaal onderdrukken. Toen Madagaskar onafhankelijk werd van Frankrijk in 1960 werd een Tsimihety, Philibert Tsiranana gekozen tot eerste president. Nog steeds hebben veel Tsimihety, dankzij de onderdrukking van de Merina en de Fransen, een aversie tegen vreemdelingen.

## Maatschappij
Respect voor ouderen en het gezag van de man is kenmerkend voor de Tsimihety. Over het algemeen zijn het vredelievende mensen, lijfstraffen en geweld komen slechts weinig voor.

### Leefgemeenschappen
De Tsimihety leven voornamelijk in kleine dorpen omringd door graanschuren, weilanden en rijstvelden. De meeste Tsimihety zijn niet honkvast, dus Tsimihety-dorpen groeien en slinken regelmatig en zijn de huizen meestal gemaakt van mest en modder. Typisch is de ligging van de huizen, alle gebouwd in parallelle rijen en met de ingangen op een denkbeeldige as die van het noordoosten naar het zuidwesten loopt.
De Tsimihety geloven dat het land in handen is van hun voorouders, derhalve kan land niet worden gekocht of verkocht. Wel kan land worden uitgeleend aan buitenstaanders, de vahiny.

### Landbouw en industrie

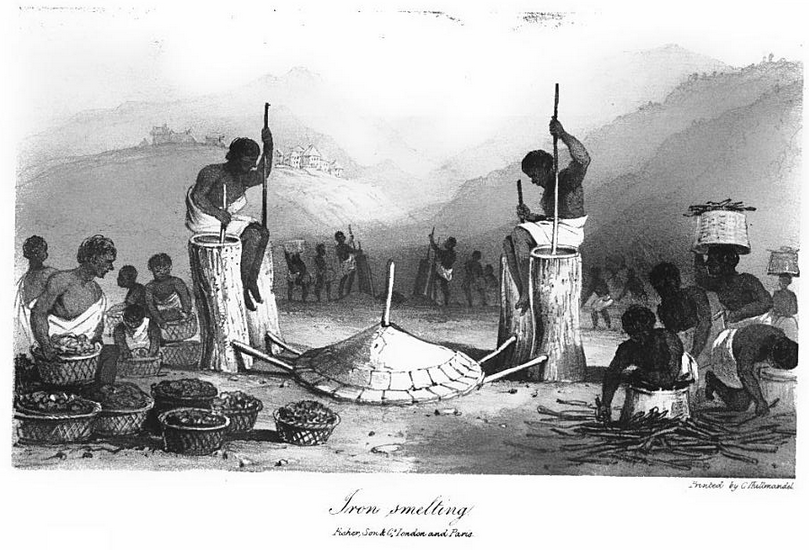
De Tsimihety zijn al heel lang bekend met het ijzersmeden (illustratie 1838).

De Tsimihety leven vooral van zelfverbouwd voedsel. Dit bestaat voornamelijk uit rijst, aangevuld met groenten, kruiden, maïs en yams. Ze houden ook kippen en zeboe's, maar deze laatsten worden slechts voor ceremonieel gebruik geslacht. Buiten het dorp verzamelen ze wilde vruchten en jagen ze af en toe op wild.
De Tsimihety kennen een strikte verdeling van arbeid tussen mannen en vrouwen. De mannen hoeden de kudden, bouwen, jagen en het smeden. Al heel vroeg in de geschiedenis van Madagaskar maakten de mannen van de Tsimihety zich het smeden met behulp van een blaasbalg eigen.
De vrouwen koken en wassen en zijn bedreven in het weven en het maken van hoeden en manden. Beide geslachten vissen en verzamelen fruit. Het ligt aan het gewas of een stuk land wordt bewerkt door de mannen of de vrouwen. De Tsimihety zijn niet commercieel ingesteld. Meestal doen ze aan ruilhandel, in de buurt van kleine steden wordt ook gekocht en verkocht.

## Religie
Christelijke missionarissen hebben enig succes geboekt in de kleine steden van de Tsimihety, maar het overgrote deel van de Tsimihety zijn animisten. Ze geloven in de Andriamanitra, het opperwezen. Naast het opperwezen oefent de vermeende alomtegenwoordigheid van overleden voorouders ook een grote invloed uit op het gedachtegoed van de Tsimihety.
De Tsimihety begraven hun doden in eerste instantie in natuurlijke grotten in omliggende heuvels. Bij de begrafenis wordt het lijk gewassen en gekleed. Na een aantal jaren volgt een tweede begrafenis, de famadihana, wat zoveel betekent als 'het omdraaien van de beenderen'. Het lijk wordt opgegraven, voorzien van een nieuw doek (de lamba mena) en vervolgens begraven in het gemeenschappelijke voorouderlijke graf.

## Cultuur
De Tsimihety zijn puur functioneel ingesteld, wat zich uit in hun cultuur. De gebouwen en voorwerpen die ze maken kennen vrijwel geen versieringen en verder doen ze weinig aan muziek, dansen, verhalen of culinaire hoogstandjes. Vrijwel het enige dat de bewondering van een Tsimihety kan wekken is een zeboe. Elke zeboe wordt gemerkt en een exemplaar met mooie hoorns, een grote bult of mooie kleurcombinaties wordt zeer naar waarde geschat.